# مری پت-گرین
مری پت-گرین (به انگلیسی: Mary-Pat Green) بازیگر آمریکایی است.
از فیلم‌های معروف او می‌توان به بازی در فیلم جدایی اشاره کرد.